# أوز باش
أوز باش (بالإنجليزية: Oz Bach)‏ هو موسيقي أمريكي، ولد في 24 يونيو 1939 في باو باو في الولايات المتحدة، وتوفي في 21 سبتمبر 1998 في آشفيل في الولايات المتحدة بسبب سرطان.